# Butylheptanoat
Butylheptanoat ist eine organische Verbindung aus der Gruppe der Carbonsäureester. Sie leitet sich von 1-Butanol und Heptansäure ab.

## Herstellung
Butylheptanoat kann biotechnologisch hergestellt werden, wobei 1-Butanol mit Heptansäure in Cyclohexan umgesetzt wird und eine Lipase aus Aspergillus oryzae als Katalysator dient. Bei der Carbonylierung von 1-Hexen mit Bis(triphenylphosphin)palladium(II)-chlorid, Triphenylphosphin und Aluminiumchlorid in Gegenwart diverser Alkohole entstehen überwiegend die Ester der Heptansäure, mit 1-Butanol also Butylheptanoat.

## Eigenschaften
Butylheptanoat wirkt in einer geeigneten Mischung mit anderen Carbonsäureestern als Lockstoff für die Apfelfruchtfliege Rhagoletis pomonella.

## Verwendung
Butylheptanoat ist in der EU unter der FL-Nummer 09.091 als Aromastoff für Lebensmittel zugelassen.